# Lịch sử Nam Mỹ

Bản đồ chủ quyền tại Nam Mỹ từ năm 1700 đến nay

Lịch sử Nam Mỹ nghiên cứu về lịch sử từ thời tiền sử đến thời hiện đại của Nam Mỹ. Nam Mỹ có một lịch sử lớn. Nền văn minh Norte Chico ở Peru là một trong những nền văn minh đầu tiên trên thế giới. Thời gian nghiên cứu về lịch sử Nam Mỹ có trước nền văn minh Olmec gần hai thiên niên kỷ.
Mặc dù bị cô lập, nhưng trong thời tiền sử, Nam Mỹ phát triển khá nhanh. Điều nay đã bị gián đoạn khi Tây Ban Nha và Bồ Đào Nha đến Nam Mỹ vào thế kỷ 15. Các nền văn hoá bản địa đã bị mất đi dần từ khi thực dân châu Âu đến đây. Nam Mỹ (đặc biệt là Brasil) còn là nơi sống cho các nô lệ người da đen, sự pha trộn chủng tộc làm cho Nam Mỹ có một cấu trúc xã hội mới.
Sự căng thẳng giữa thực dân châu Âu, người bản địa và nô lệ da đen diễn ra từ thế kỷ 16 đến thế kỷ 19. Với việc độc lập tử Tây Ban Nha vào cuối thế kỷ 19, Nam Mỹ đã trải qua nhiều đợt thay đổi về xã hội và chính trị. Nam Mỹ đã thu hút người nhập cư châu Âu vào đầu thế kỷ 20. Nam Mỹ còn đối mặt với các cuộc xung đột và thay đổi về nhân khẩu.

## Tiền sử

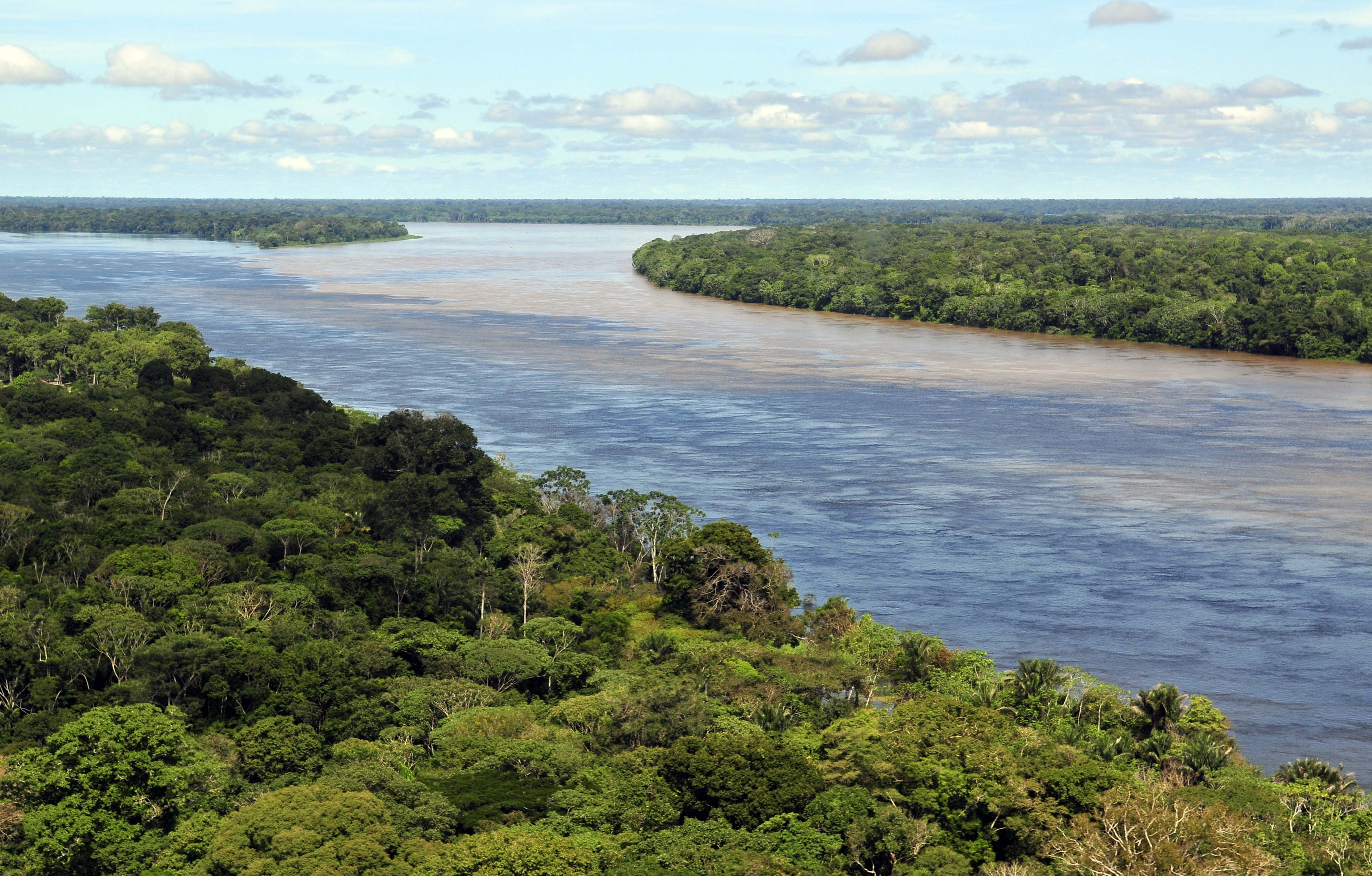
Rừng mưa Amazon, gần Manaus

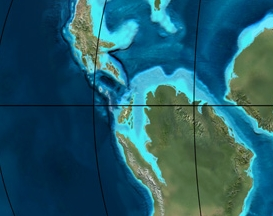
Bắc Nam Mỹ 105 triệu năm trước

Trong thời Đại Cổ sinh, Nam Mỹ và châu Phi được dính vào nhau là một phần của siêu lục địa Pangaea. Đến cuối thời Đại Trung sinh, nơi đây là một nơi giàu sinh học lớn. Trong hàng triệu năm, vùng đa dạng sinh học của Nam Mỹ bị cô lập với thế giới bên ngoài.
Từ hàng triệu năm trước thế Pliocen, Nam Mỹ sáp nhập với Bắc Mỹ. Việc này làm cho các loài động vật có vú của Bắc Mỹ di cư tới Nam Mỹ dẫn đến hàng trăm loài khỉ  Nam Mỹ tuyệt chủng. Tuy nhiên, vẫn có một số loài thích ứng được với môi trường Bắc Mỹ như lười khổng lồ,...

## Tiền Columbus

### Nông nghiệp và thuần hoá chăn nuôi
Người Nam Mỹ bản địa có nguồn gốc từ người Trung Á cổ, đến châu Mỹ qua cầu lục địa Beringia cách đây từ 17.000 đến 40.000 năm khi nước biển hạ đáng kể do hậu quả của Băng hà Đệ tứ. Trong suốt nhiều thiên niên kỷ, người di cư đã di cư đến các phần của châu Mỹ, trong đó có Nam Mỹ.
Bằng chứng về nông nghiệp tại Nam Mỹ có từ năm 6000 TCN khi khoai tây, ớt và đậu được trồng tại các lưu vực sông Amazon. Bằng chứng còn cho thấy khoai mì đã được trồng từ năm 2000 TCN.
Họ cũng đã thuần hoá được loài lạc đà không bướu, lạc đà Alpaca từ năm 3500 TCN để lấy thịt ăn và lấy lông làm quần áo. Lợn Guinea cũng là một nguồn thực phẩm trong thời kỳ này.
Các cộng đồng nông nghiệp đã phát triển tại vùng Andes từ năm 2000 TCN. Đánh bắt cá là nghề chính của các ngư dân bản địa ở ven biển. Hệ thống tưới, thoát nước cũng phát triển trong thời kỳ này. Họ còn trồng nhiều cây lương thực như quinoa, đậu Lima, ngô, lạc (đậu phộng), sắn, khoai lang, khoai tây, tubetosa và bí. Cotton (bông) cũng được trồng nhiều tại Nam Mỹ để làm lưới đánh cá và dệt vải.
Ngoài ra, nghề làm gốm xuất hiện ở Nam Mỹ từ năm 3500 TCN, được phát triển mạnh nhất ở ven biển Ecuador.

#### Norte Chico

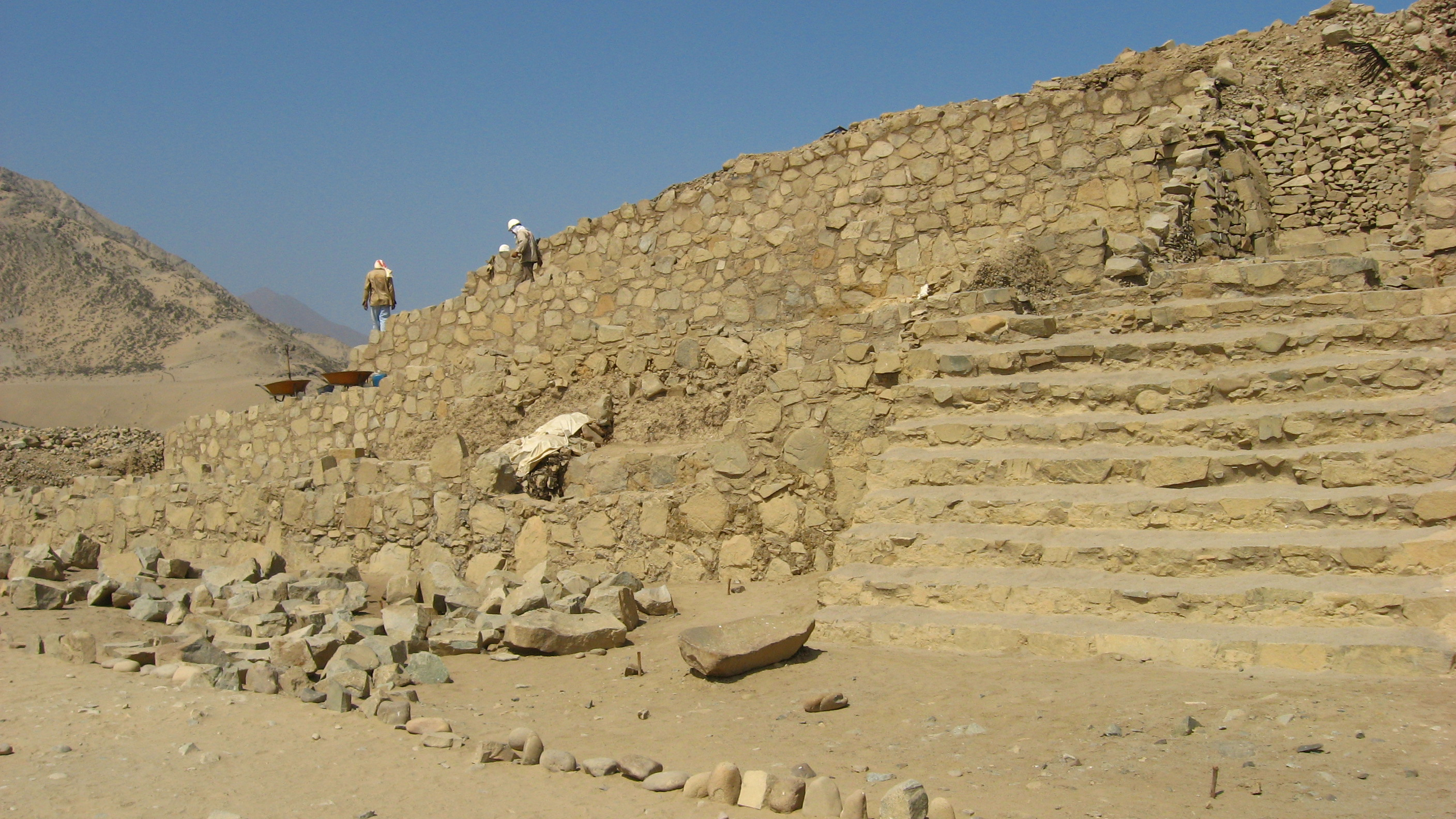
Tàn tích Caral

Nền văn minh Norte Chico hình thành trên bờ biển phía Bắc Peru, nó cùng thời với Ai Cập cổ đại. Nó hình thành trước văn minh Mesoamerica gần hai thiên niên kỷ. Nền kinh tế phụ thuộc vào đánh bắt cá.

#### Cañari

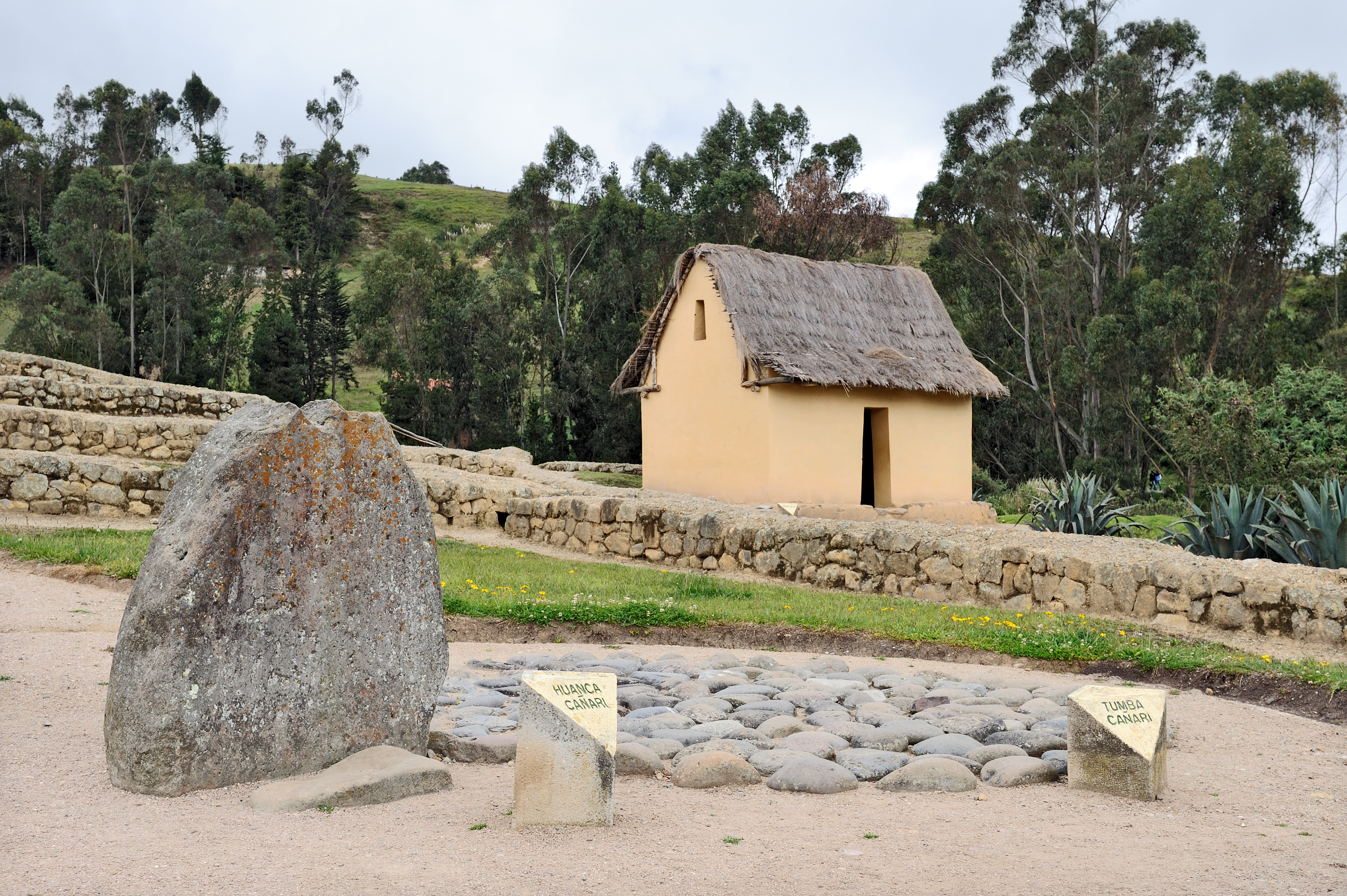
Một tàn tích đài thiên văn từ thời Cañari

Văn minh Cañari là một nền văn minh bản địa nằm trên hai tỉnh Cañar và Azuay của Ecuador hiện nay trước khi người châu Âu đến Nam Mỹ. Họ có một nền kiến trúc tiên tiến. Hài cốt của người Cañari và một số công trình kiến trúc đã bị đốt cháy bởi người Inca và sau đó là người Tây Ban Nha. Thủ đô của họ ban đầu là Guapondelig, sau đó được thay đổi hai lần là Tomipamba và Cuenca.
Cañari từng đánh bại được đế quốc Inca khi Cañari đã kháng cự quyết liệt trước cuộc xâm lăng của người Inca. Một số con cháu người Inca đến xâm lăng Cañari vẫn còn sống tại Cañar và họ cho rằng họ được thừa thưởng sự thuần khiết từ tổ tiên, không pha trộn với người châu Âu.

### Chibchan

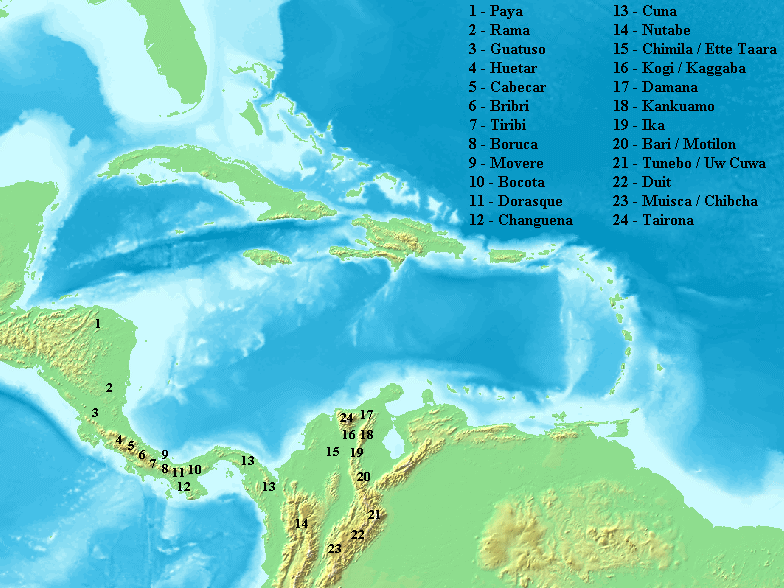
Phân bố của ngôn ngữ Chibchan

Người Chibchan sử dụng ngôn ngữ Chibchan nhiều nhất. Ngôn ngữ Chibchan được chia hai loại Arwako và Chimila.

#### Muisca
Văn minh Muisca là một trong bốn nền văn minh lớn ở Nam Mỹ. Người Muisca sử dụng ngôn ngữ Chibchan. Trong thời kỳ hùng mạnh nhất, Muisca có diện tích khoảng 25.000 kilômét vuông (9.700 dặm vuông Anh) với dân số từ 300.000 đến 2 triệu người.
Người Muisca đã trao đổi một số hàng hoá như muối, bông với nước ngoài. Họ cũng đã biết làm ruộng bậc thang và hệ thống thoát nước từ rất lâu. Muisca cũng được biết đến là một trong những nền văn minh tại Nam Mỹ có sử dụng tiền.
Quân Tây Ban Nha gặp nhiều khó khăn khi chinh phục Muisca do vấp phải những cuộc tấn công của dân bản địa. Cuối cùng, người Tây Ban Nha đã chinh phục được Muisca vào cuối thế kỷ 16.

### Amazon

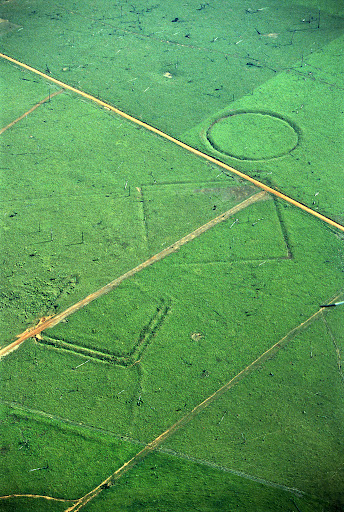
Rừng mưa Amazon nhìn từ trên cao

Nhiều nhà khảo cổ tin rằng các bộ lạc săn bắn hái lượm đã chiếm đóng khu vực Amazon từ thời xa xưa. Nhà khảo cổ học Betty J. Meggers là một người nổi bật ủng hộ giả thuyết này qua quyển Amazonia: Man and Culture in a Counterfeit Paradise. Từ những năm 1970, nhiều hình vẽ được phát hiện từ trên cao ở rừng mưa Amazon.
Người châu Âu đã đến vùng đồng bằng Amazon từ năm 1542. Người ta cho rằng có một nền văn minh đang trong thời kỳ đỉnh cao ở Amazon. Nhưng nền văn minh này đã sụp đổ khi người châu Âu đến đây. Dân số tại vùng Amazon giảm từ 5 triệu người vào năm 1500 xuống còn 1 triệu người vào năm 1900 và chỉ còn 200.000 người vào năm 1980.

### Các nền văn minh Andes

#### Chavín
Chavín là một nền văn minh được thành lập từ năm 900 TCN. Nền văn minh này tồn tại từ năm 900 TCN – 200 TCN. Hầu hết các di vật thời Chavín đều tìm thấy tại Peru.

#### Moche

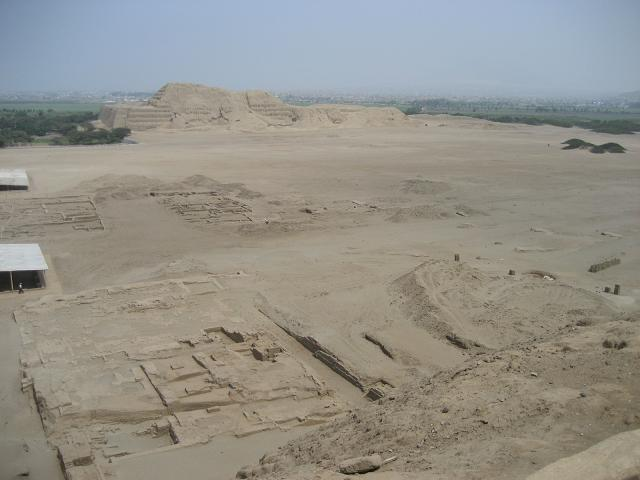
Tàn tích thành phố cổ Moche

Nền văn minh Moche hình thành từ 1.500 đến 2.000 năm trước tại bờ biển phía Bắc của Peru. Các di sản thời Moche bao gồm cả hài cốt của người Moche cổ được tìm thấy lần đầu tiên bởi Christopher B. Donnan.
Moche là một nền văn minh tiên tiến và có ngoại giao rất rộng.

#### Tiwanaku
Nền văn minh Tiwanaku hình thành tại Bolivia vào năm 400 TCN.

#### Inca
Nền văn minh Inca tồn tại tại vùng Andes từ năm 1438 đến 1533. Inca có khoảng gần 100 cộng đồng ngôn ngữ, dân tộc và 9 – 14 triệu dân được kết nối bằng 25.000 km đường bộ. Có bằng chứng cho thấy rằng người Inca đã thực hiện việc phẫu thuật sọ từ rất lâu.

### Arawak và Carib
Nền văn minh Arawak hình thành theo bờ biển phía Đông Nam Mỹ từ Guyana ngày nay đến Brasil này nay. Nền văn minh Arawak thường xuyên bị nước láng giềng Carib xâm chiếm.
Carib là quốc gia láng giềng với Asawak. Carib có nhiều lễ hội hiến tế người. Người ta không biết có bao nhiêu người Carib sống tại Venezuela và Colombia trước khi người Tây Ban Nha đến đây. Nông nghiệp Carib phát triển khá mạnh.

## Thực dân châu Âu
Trước khi người châu Âu đến, có khoảng 30 triệu người sống tại Nam Mỹ.
Năm 1494, Bồ Đào Nha và Tây Ban Nha ký hiệp ước Tordesillas phân chia các vùng đất mới phát hiện tại Nam Mỹ.
Từ năm 1499, tài nguyên thiên nhiên của Nam Mỹ bị hai nước châu Âu chiếm giữ, đầu tiên là Tây Ban Nha và sau đó là Bồ Đào Nha. Đất đai của người bản địa bị cũng bị hai quốc gia này chiếm giữ và trở thành thuộc địa của hai quốc gia này.
Các bệnh đến từ châu Âu như đậu mùa, cúm, sởi, sốt phát ban,... là những bệnh mà người bản địa chưa có sức đề kháng bị người châu Âu đem đến là nguyên nhân khiến người bản địa suy giảm.
Người Tây Ban Nha là người tiên phong đưa Công giáo và ngôn ngữ của họ đến người bản địa.
Những người bản xứ đã phải nộp thuế không đáng cho người Tây Ban Nha. Nhiều tác phẩm nghệ thuật của người bản địa đã bị phá hoại bởi những nhà thám hiểm Tây Ban Nha.

## Thế kỷ 17 và 18
Năm 1616, người Hà Lan đến Guayana và lập ra ba thuộc địa gồm Demerara, Berbice và Essequibo.
Năm 1624, người Pháp cố gắng biến Guiana thành thuộc địa của mình nhưng họ đã từ bỏ tham vọng này do Tây Ban Nha cho rằng họ đã vi phạm hiệp ước Tordesillas. Tuy nhiên, người Pháp đã trở lại đây vào năm 1630 và 1638 để quản lý một khu định cư ở Cayenne và một số đồn điền với quy mô nhỏ.
Từ thế kỷ XVI trở đi, nhiều nô lệ châu Phi bất mãn với cách đối xử của chủ nô châu Âu nên đã tổ chức bỏ trốn, gây áp lực lên các chủ nô. Những nỗ lực đàn áp nô lệ da đen của quân đội hoàng gia Tây Ban Nha và Bồ Đào Nha đều vô hiệu. Năm 1713, vua Tây Ban Nha đã ra sắc lệnh hợp pháp hoá các quốc gia của nô lệ châu Phi. Đầu tiên là Palenque de San Basilio trên lãnh thổ Colombia ngày nay với vua là Benkos Bioho sau đó là Palmares ở lãnh thổ Brasil ngày nay.
Vào năm 1721 và 1735 nhiều cuộc nội dậy của người di cư gốc châu Phi tại Paragoay đã nổi ra từ những cuộc đụng độ của những người này với các tu sĩ Dòng Tên.
Vào năm 1742 và 1756, các cuộc khởi nghĩa của Juan Santos Atahualpa ở Trung Peru đã nổ ra.
Năm 1796, thuộc địa Essequibo của Hà Lan bị Anh chiếm. Vào ngày 15 tháng 8 năm 1801, nhà khoa học Phổ Alexander von Humboldt bắt đầu chuyến thám hiểm Granada, Quito. Humboldt cũng đã đến Venezuela, Mexico, Hoa Kỳ, Chile và Peru. Ông cũng đã quan sát sự khác biệt nhiệt độ giữa Chile và Peru và phát hiện ra một dòng biển lạnh chảy từ Nam lên Bắc bờ biển Peru được đặt tên là Humboldt.

## Độc lập và thế kỷ 19

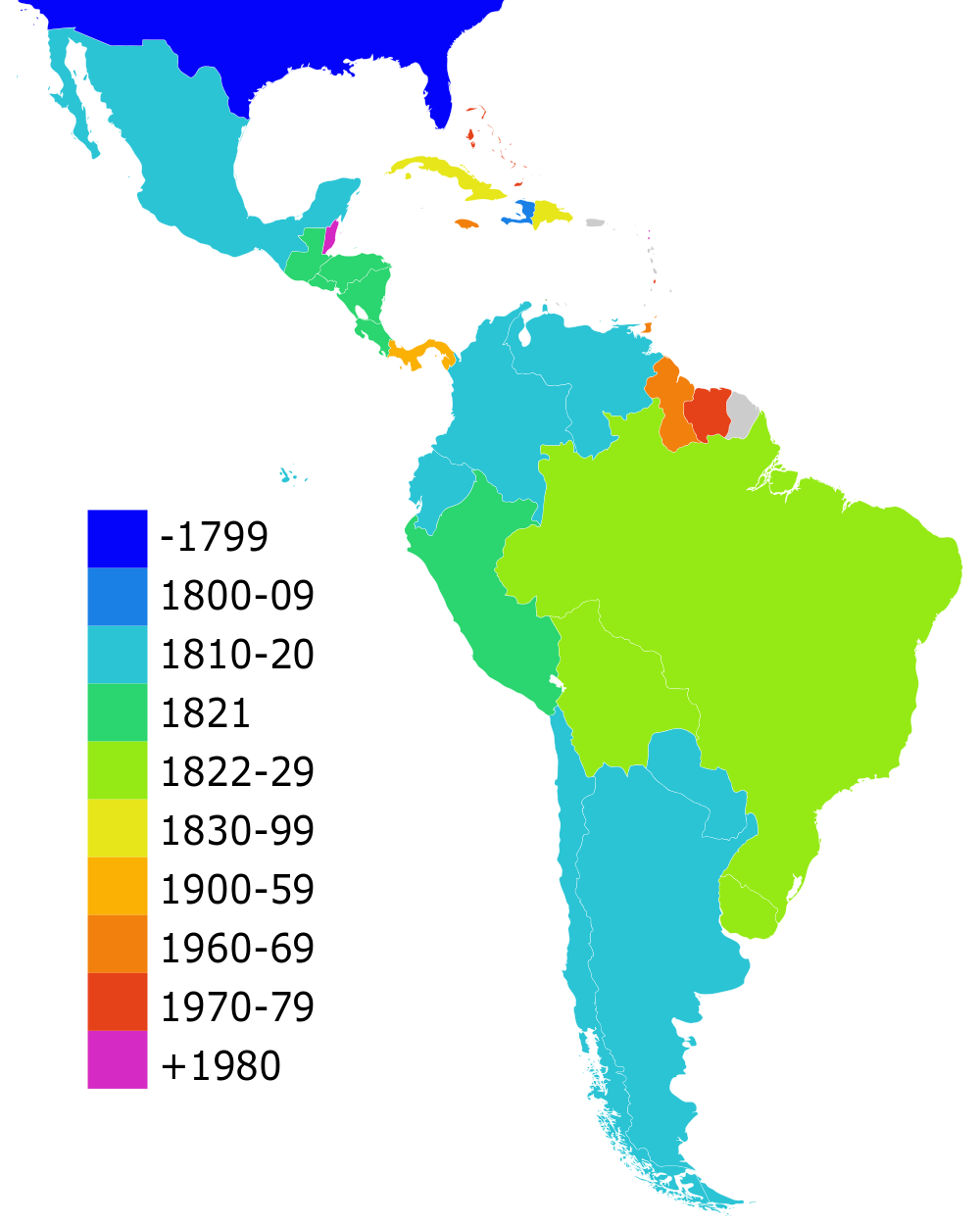
Các quốc gia độc lập ở châu Mỹ theo thời gian

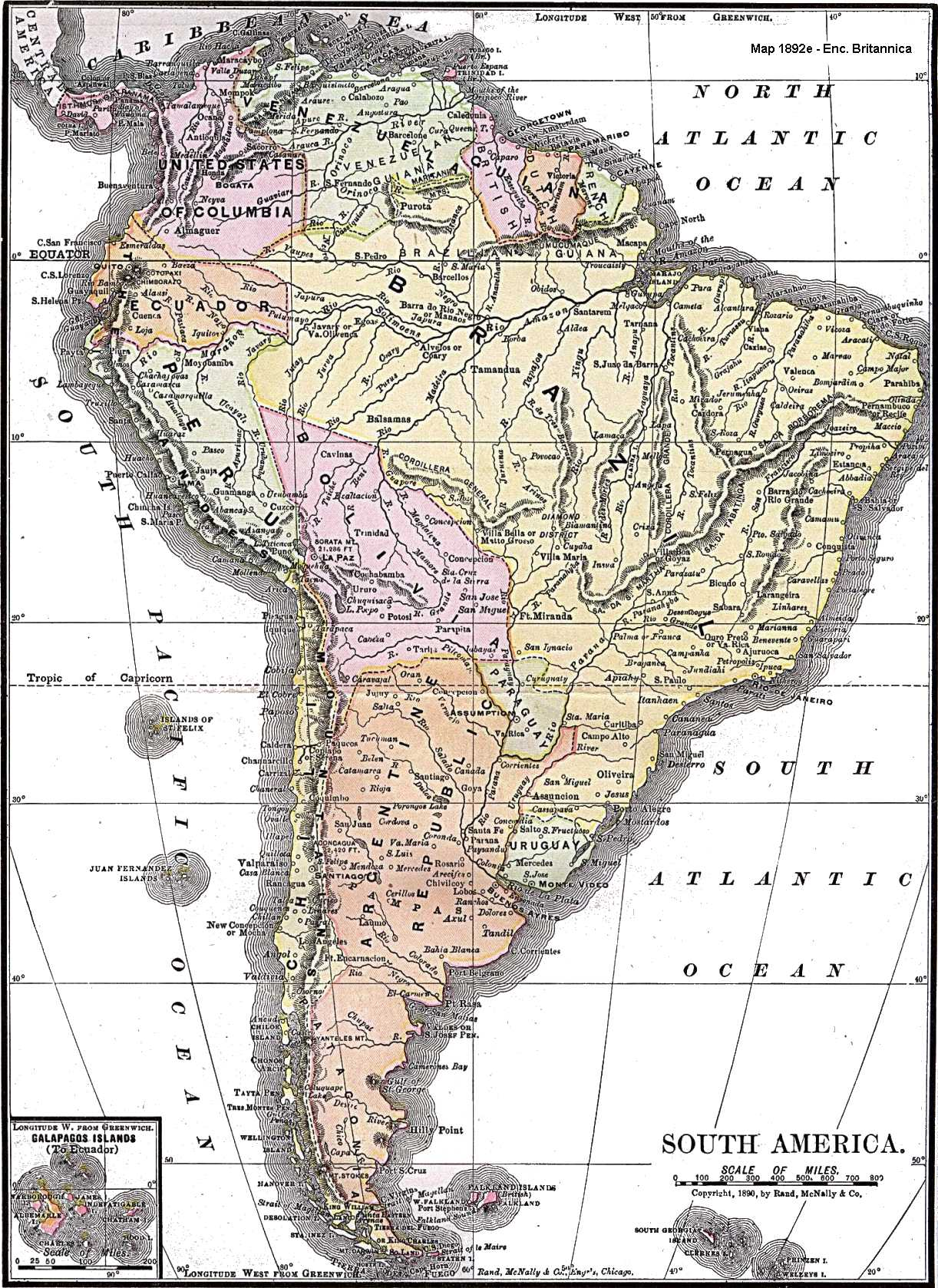
Bản đồ Nam Mỹ năm 1892

Các thuộc địa của Tây Ban Nha đã giành độc lập từ những năm đầu thế kỷ 19, như Simón Bolívar (Colombia, Peru, Bolivia), José de San Martín (Chile và Peru) và Bernardo O'Higgins (Chile). Khác với các thuộc địa Tây Ban Nha, Brasil (thuộc địa Bồ Đào Nha) đã độc lập từ cuộc chiến giữa Pháp và Bồ Đào Nha vào đầu thế kỷ 19 và được xem là thuộc địa độc lập khỏi nước mẹ yên bình nhất trong lịch sử loài người.
Một số cuộc đấu tranh quyền lực diễn ra trong các quốc gia mới và nhiều cuộc chiến diễn ra sau đó.
Các cuộc đấu tranh quyền lực đã diễn ra ở phía Bắc và phía Nam Nam Mỹ. Sự độc lập của Urugoay (1828) là nhờ một số cuộc chiến kết thúc trong bế tắc.
Xung đột tiếp tục diễn ra giữa các quốc gia Nam Mỹ lúc đó vì các nước đều muốn mở rộng lãnh thổ của mình. Ở bờ biển Thái Bình Dương Nam Mỹ, cả Chile và Peru đều muốn thống trị vùng bờ biển này. Cuối cùng, sau khi đánh bại Peru trong chiến tranh Thái Bình Dương (1879-1883), Chile trở thành thế lực thống trị bờ biển Thái Bình Dương Nam Mỹ. Ở phía Đông, Paragoay cố gắng để chiếm ưu thế trong khu vực nhưng liên minh giữa Argentina, Brasil và Urugoay đã dập tắt tham vọng đó của Paragoay.
Một số quốc gia phải đến thế kỷ 20 mới giành được độc lập:
- Panama, từ Colombia, năm 1903
- Guyana, từ Anh, năm 1966
- Suriname, từ Hà Lan, năm 1975
- Trinidad và Tobago, từ Anh, năm 1962

Guiana thuộc Pháp vẫn còn là lãnh thổ hải ngoại của Pháp đến ngày nay.

## Thế kỷ 20

### 1900-1920
Đến đầu thế kỷ 20, Hoa Kỳ tiếp tục can thiệp vào Nam Mỹ mà đơn giản là nhằm ngăn chặn sự ảnh hưởng của châu Âu ở Nam Mỹ.

### 1930-1960
Cuộc Đại khủng hoảng đặt ra thách thức cho Nam Mỹ. Sự sụp đổ nền kinh tế thế giới khiến cho xuất-nhập khẩu giảm, phá huỷ kinh tế Nam Mỹ.
Các nhà lãnh đạo Nam Mỹ quay lưng với chính sách kinh tế cũ và hướng tới công nghiệp hoá. Mục đích là để tạo ra nền kinh tế tự cung tự cấp, giúp miễn nhiễm với thăng trầm của kinh tế thế giới. Chính quyền của tổng thống Hoa Kỳ Theodore Roosevelt có mối quan hệ tốt với các nước Nam Mỹ. Trong Chiến tranh thế giới thứ hai, Hoa Kỳ và các nước Nam Mỹ là đồng minh. Về mặt chiến lược, Brazil đóng vai trò quan trọng vì nằm rất gần với châu Phi, nơi lực lượng Đồng minh đang cố gắng giành thắng lợi từ Đức Quốc xã và Phát xít Ý. Đối với phe Trục, Argentina và Chile là những quốc gia Nam Mỹ có thể ủng hộ họ và giúp họ trong các hoạt động gián điệp và tuyên truyền.
Brazil là nước Nam Mỹ duy nhất có thể đưa quân đội đến chiến trường châu Âu. Ở Nam Mỹ, tàu của một số nước đã đụng độ với Hải quân Đức ở Caribbean và Nam Đại Tây Dương.
Sự tham gia tích cực của Brazil trong chiến tranh thế giới thứ hai giúp nâng cao quan hệ ngoại giao giữa các nước Nam Mỹ và Hoa Kỳ. Trong thời điểm đó, Tổng thống Mỹ Theodore Roosevelt đã gặp tổng thống Brazil lúc đó là Getulio Vargas tại Natal, Rio Grande do Norte.

### Kinh tế
Theo Thomas M. Leonard, Chiến tranh thế giới thứ hai đã tác động lớn đến các quốc gia Nam Mỹ. Sau khi Nhật tấn công Trân Châu Cảng, hầu hết các quốc gia Nam Mỹ đều cắt đứt quan hệ hoặc tuyên chiến với Đức Quốc xã, Phát xít Ý và Phát xít Nhật (3 quốc gia chính trong phe Trục). Trong thế chiến, họ nhận ra rằng cần phụ thuộc nhiều vào Hoa Kỳ trong kinh tế. Trong thời kỳ đó, Hoa Kỳ đã thu hoạch gần hết đồng của Chile hay bông của Peru.

### Chiến tranh Lạnh
Nam Mỹ cũng như các lục địa khác trở thành chiến trường trong những năm của chiến tranh Lạnh. Các chính phủ dân chủ ở Argentina, Brazil, Chile, Urugoay và Paragoay đã bị lật đổ, thay thế vào đó là những chế độ quân sự độc tài trong những năm 1960 và 1970. Để ngăn chặn những người chống đối, các chế độ quân sự độc tài đã bắt giữ hàng chục ngàn tù nhân chính trị, nhiều người trong số họ đã bị tra tấn hoặc bị giết. Trong suốt thập niên 80 và 90 của thế kỷ trước, Peru lâm vào cảnh xung đột nội bộ. Sự mở rộng của chủ nghĩa Cộng sản và chiến tranh Lạnh đã khiến các nước Nam Mỹ phải chọn Hoa Kỳ hoặc Liên Xô.

### Những chính quyền quân sự và những cuộc cách mạng
Đến 1970, phe cánh tả đã có ảnh hưởng chính trị lớn lên tầng lớp thượng lưu. Sự can thiệp của Cuba và Hoa Kỳ vào Nam Mỹ đã dẫn đến cuộc xung đột chính trị giữa những phe ủng hộ chủ nghĩa Cộng sản và những phe thân Hoa Kỳ và phương Tây. Một số nhà nước độc tài tại Nam Mỹ được sự hậu thuẫn của Hoa Kỳ.
Ngoài ra, các chế độ độc tài đã giết hoặc bắt giữ những người bất đồng chính kiến. Tuy nhiên, đến những năm 1990, các quốc gia đã phục hồi lại các chính phủ dân chủ của họ.
Colombia bước vào nội chiến vào năm 1964 mặc dù xung đột đã ít hơn trước. FARC được thành lập với mục đích nắm quyền lực tại Colombia. FARC vẫn tồn tại đến ngày nay. Nguồn tài chính lớn của lực lượng này phần lớn nhờ vào tống tiền, bắt cóc và tham gia các đường dây buôn bán ma túy bất hợp pháp.
Những chính phủ độc tài đã xuất hiện tại Nam Mỹ từ sau Chiến tranh thế giới thứ hai. Nhưng đến những năm 1980, một làn sóng dân chủ hoá đã diễn ra tại lục địa này.
Trong những năm 1960 và 1970, chính phủ dân chủ của một số quốc gia như Argentina, Brazil, Chile, Urugoay đã bị lật đổ, thay thế vào đó là các chính phủ độc tài. Họ giam giữ rất nhiều tù nhân chính trị và một trong số các tù nhân chính trị đã bị giết hoặc tra tấn. Đến thập niên 80, một làn sóng dân chủ đã phổ biến tại đây. Hầu hết các quốc gia Nam Mỹ hiện nay có chính phủ dân chủ. Nợ công cũng là một vấn đề, điển hình như khủng hoảng nợ công năm 1980. Ngoài ra kinh tế cũng luôn gặp rắc rối như cuộc khủng hoảng đồng peso của Mexico và Argentina.

### Đồng thuận Washington
Việc áp dụng Đồng thuận Washington giúp các nước Nam Mỹ được tham gia Quỹ tiền tệ quốc tế (IMF), Ngân hàng Thế giới (WB) từ thập niên 90 đến nay.

## Thế kỷ 21

### "Thủy triều hồng"
"Thủy triều hồng" là thuật ngữ chỉ sự cánh tả hóa trong chính quyền các nước Nam Mỹ từ những năm 1990 đến nay. Những nguyên thủ quốc gia theo cánh tả nổi bật ở lục địa này gồm Hugo Chávez (trở thành tổng thống Venezuela từ năm 1999), Lula da Silva (trở thành tổng thống Brazil từ 2003) và Evo Morales (trở thành tổng thống Bolivia từ 2006). Theo BBC, đến năm 2005 có ba phần tư các chính phủ Nam Mỹ là cánh tả. Đến giờ, cánh tả vẫn ảnh hưởng lớn trong chính trị Nam Mỹ.

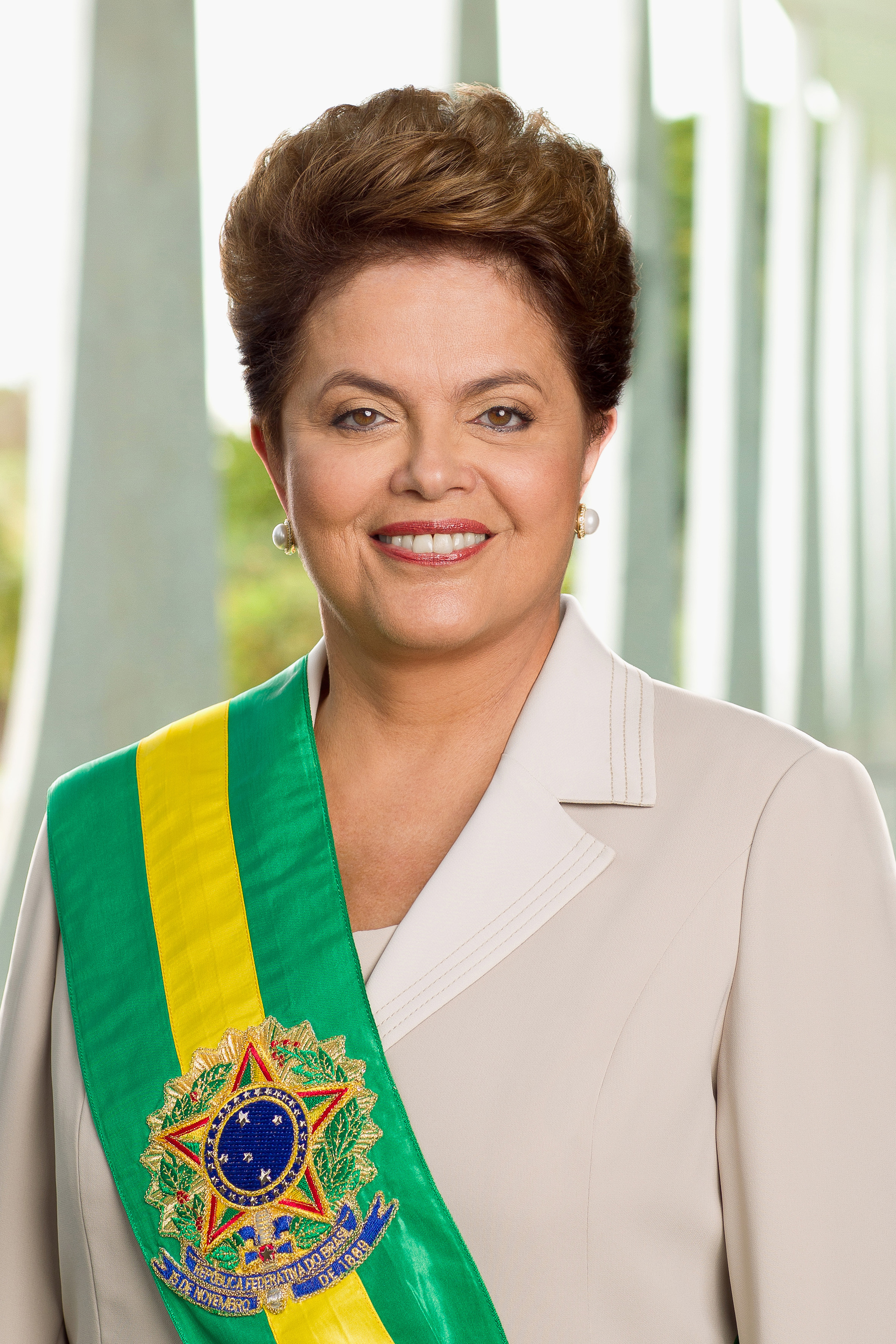
Dilma Rousseff, tổng thống thứ 36 của Brazil

Các tổng thống ở Nam Mỹ theo cánh tả (tính theo năm bầu cử)
- 1998:  Hugo Chávez, Venezuela[30]
- 1999:  Ricardo Lagos, Chile[31]
- 2002:  Lula da Silva, Brazil
- 2002:  Lucio Gutiérrez, Ecuador
- 2003:  Néstor Kirchner, Argentina
- 2005:  Evo Morales, Bolivia
- 2006:  Michelle Bachelet, Chile
- 2006:  Rafael Correa, Ecuador
- 2007:  Cristina Kirchner, Argentina
- 2008:  Fernando Lugo, Paragoay
- 2009:  José Mujica, Urugoay
- 2010:  Dilma Rousseff, Brazil
- 2011:  Ollanta Humala, Peru
- 2013:  Nicolás Maduro, Venezuela
- 2017:  Lenín Morales, Ecuador

### Chính trị

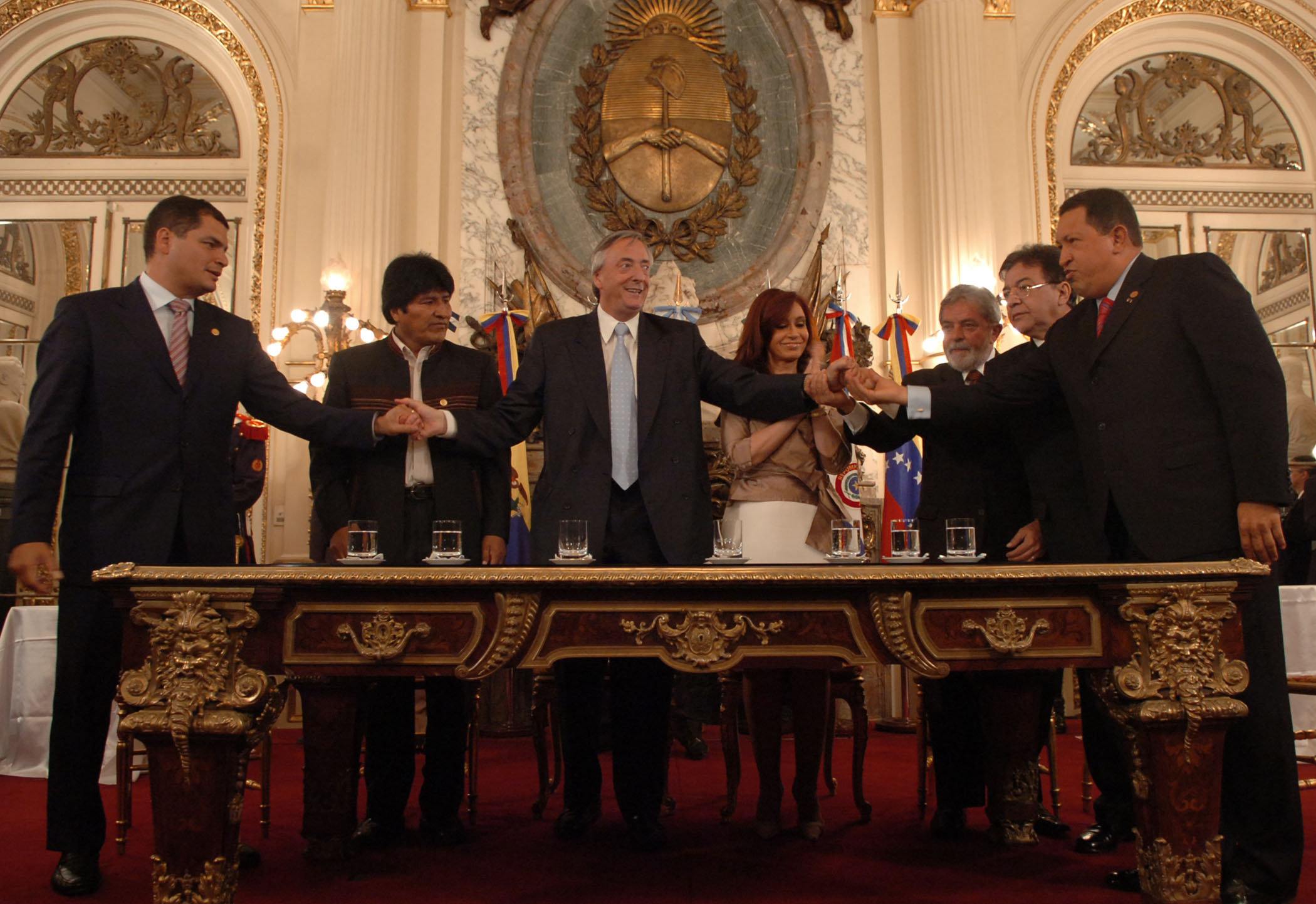
Rafael Correa, Evo Morales, Néstor Kirchner, Cristina Fernández, Lula da Silva, Nicanor Duarte và Hugo Chávez tại lễ ký kết thành lập Ngân hàng Nam Mỹ

Cờ của Liên minh các quốc gia Nam Mỹ

Năm 2008, Liên minh các quốc gia Nam Mỹ được thành lập, mang tham vọng giúp Nam Mỹ hội nhập kinh tế thế giới và có cấu trúc giống với Liên minh châu Âu.

## Lịch sử theo từng quốc gia
- Lịch sử Argentina
- Lịch sử Bolivia
- Lịch sử Brasil
- Lịch sử Chile
- Lịch sử Colombia
- Lịch sử Ecuador
- Lịch sử Guyana
- Lịch sử Paragoay
- Lịch sử Peru
- Lịch sử Suriname
- Lịch sử Urugoay
- Lịch sử Venezuela